# 阿具麻神社
阿具麻神社（あぐまじんじゃ）は愛知県一宮市千秋町天摩惣神にある神社。旧社格は村社。
『延喜式』9・10巻（延喜式神名帳）の内に記載の見られる神社、所謂「式内社」の一つである。

## 歴史
正確な創建時期は不明だが、『延喜式』に拠れば、遅くとも10世紀前半には神社自体は存在していたと考えられる。

## 摂末社
- 天神社
- 愛宕社

## 祭神
- 阿具麻天神